# Вавилонская математика
Данная статья — часть обзора История математики.

## Общие сведения
Вавилонское царство возникло в начале II тысячелетия до н. э.. на территории современного Ирака, придя на смену Шумеру и Аккаду и унаследовав их развитую культуру. Просуществовало до персидского завоевания в 539 году до н. э.
Вавилоняне писали клинописными значками на глиняных табличках, которые в немалом количестве дошли до наших дней (более 500000, из них около 400 связаны с математикой). Поэтому мы имеем довольно полное представление о математических достижениях учёных Вавилонского государства. Корни культуры вавилонян были в значительной степени унаследованы от шумеров — клинописное письмо, счётная методика и т. п.
Вавилонские математические тексты носят преимущественно учебный характер. Из них видно, что вавилонская расчётная техника была намного совершеннее египетской, а круг решаемых задач существенно шире. Есть задачи на решение квадратных уравнений, геометрические прогрессии. При решении применялись пропорции, средние арифметические, проценты. Методы работы с прогрессиями были глубже, чем у египтян.
В вавилонских текстах, как и в египетских, излагается только алгоритм решения (на конкретных примерах), без комментариев и доказательств. Однако анализ алгоритмов показывает, что развитая общая математическая теория у вавилонян, несомненно, была.

## Нумерация
Шумеры и вавилоняне использовали 60-ричную позиционную систему счисления, увековеченную в делении круга на 360°. Писали они, как и мы, слева направо. Однако запись необходимых 60 цифр была своеобразной. Значков для цифр было всего два, обозначим их Е (единицы) и Д (десятки); позже появился значок для нуля. Цифры от 1 до 9 изображались как Е, ЕЕ, … ЕЕЕЕЕЕЕЕЕ. Далее шли Д, ДЕ, … ДДДДДЕЕЕЕЕЕЕЕЕ (59). Таким образом, число изображалось в позиционной 60-ричной системе, а его 60-ричные цифры — в аддитивной десятичной. Аналогично записывались дроби. Для популярных дробей 1/2, 1/3 и 2/3 были специальные значки.
Древнегреческие и средневековые европейские математики (в том числе и Коперник), для обозначения дробных частей пользовались вавилонской 60-ричной системой. Благодаря этому, мы делим час на 60 минут и минуты на 60 секунд. Вопреки распространённому мнению, часы, минуты и секунды не использовались в Древнем Вавилоне. Вместо этого использовался «двойной час» длительностью 120 современных минут, а также «время-градус» длительностью 1⁄360 дня (то есть четыре минуты) и «третья часть» длительностью 31⁄3 современных секунды (как хелек в современном еврейском календаре).
В современной научной литературе для удобства используется компактная запись вавилонского числа, например:
4,2,10; 46,52
Расшифровывается эта запись следующим образом: 4 × 3600 + 2 × 60 + 10 + 46/60 + 52/3600

## Арифметика и алгебра
Основой вычислительной техники вавилонян был громоздкий комплект специальных арифметических таблиц. Он включал таблицы для умножения (отдельно для умножения на 1…20, 30…50), обратных величин, квадратов, кубов, квадратных и кубических корней и многие другие. Одна из таблиц помогала находить показатель степени n, если дано число вида {\displaystyle 2^{n}} (эти двоичные логарифмы использовались для подсчёта процентов по кредиту). Деление целых чисел m/n вавилоняне заменяли умножением m ×(1/n), а для нахождения 1/n использовалась упомянутая выше таблица обратных величин.
Линейные и квадратные уравнения (см. Plimpton 322) решались ещё в эпоху Хаммурапи (он правил в 1793—1750 годах до н. э.); при этом использовалась геометрическая терминология (произведение ab называлось площадью, abc — объёмом, и т. д.). Многие значки для одночленов были шумерскими, из чего можно сделать вывод о древности этих алгоритмов; эти значки употреблялись как буквенные обозначения для неизвестного (в терминах современной алгебры). Встречаются также кубические уравнения и системы линейных уравнений.
Для вычисления квадратных корней вавилоняне открыли быстро сходящийся итерационный процесс. Начальное приближение для {\displaystyle {\sqrt {a}}} рассчитывалось исходя из ближайшего к корню (в меньшую сторону) натурального числа {\displaystyle n}. Представив подкоренное выражение в виде: {\displaystyle a=n^{2}+r}, получаем: {\displaystyle x_{0}=n+{\frac {r}{2n}}}, затем применялся итеративный процесс уточнения, соответствующий методу Ньютона:
{\displaystyle x_{n+1}={\frac {1}{2}}~\left(x_{n}+{\frac {a}{x_{n}}}\right)\ }
Итерации в этом методе очень быстро сходятся. Для {\displaystyle {\sqrt {5}}}, например, {\displaystyle a=5;\;n=2;\;r=1;\ x_{0}={\frac {9}{4}}=2{,}25,} и мы получаем последовательность приближений:
{\displaystyle x_{1}={\frac {161}{72}}=2{,}23611;\;x_{2}={\frac {51841}{23184}}=2{,}2360679779}
В заключительном значении верны все цифры, кроме последней.

## Геометрия
В геометрии рассматривались те же фигуры, что и в Египте, плюс сегмент круга и усечённый конус. В ранних документах полагают {\displaystyle \pi =3}; позже встречается приближение 25/8 = 3,125 (у египтян 256/81 ≈ 3,1605). Встречается также и необычное правило: площадь круга есть 1/12 от квадрата длины окружности, то есть {\displaystyle \pi ^{2}R^{2}/3}. Впервые появляется (ещё при Хаммурапи) теорема Пифагора, причём в общем виде; она снабжалась особыми таблицами и широко применялась при решении разных задач. Вавилоняне умели вычислять площади правильных многоугольников; видимо, им был знаком принцип подобия. Для площади неправильных четырёхугольников использовалась та же приближённая формула, что и в Египте: {\displaystyle S={\frac {a+c}{2}}\cdot {\frac {b+d}{2}}}.
От вавилонской математики ведёт начало принятое сегодня измерение углов градусами, минутами и секундами (введение этих единиц в древнегреческую математику обычно приписывают Гипсиклу, II век до н. э.)
Венцом планиметрии была теорема Пифагора; Ван дер Варден считает, что вавилоняне открыли её между 2000 и 1786 годами до н. э..

## Историческое влияние
Значительные достижения вавилонских математиков и астрономов стали фундаментом для науки последующих цивилизаций, и прежде всего — науки древней Греции. Всё же богатая теоретическая основа математики Вавилона не имела целостного характера и сводилась к набору разрозненных приёмов, лишённых общей системы и доказательной базы. Систематический доказательный подход в математике появился только у греков.